# Пшимановский, Януш
Я́нуш Пшимано́вский (пол. Janusz Przymanowski) (20 января 1922, Варшава — 4 июля 1998, там же) — польский писатель, поэт и публицист, полковник Войска Польского.

## Биография
Януш Пшимановский родился 20 января 1922 года в Варшаве, там же учился в гимназии им. Стефана Жеромского. В сентябре 1939 года 17-летний Януш  ушёл воевать добровольцем, не закончив школы (аттестат зрелости он получил уже в 1940 году в школе №21 в Бресте).
После поражения Польши в войне 1939 года был интернирован как военнослужащий польской армии на территории СССР, содержался в тюрьме, затем работал на базальтовых каменоломнях, на металлургическом заводе и наконец трактористом в Сибири. В 1943 году вступил добровольцем в Красную Армию и был зачислен в 1 Корпус вооружённых сил Польши в СССР. Боевой путь закончил в Варшаве.
С 1945 года работал военным журналистом, редактором военных изданий, был офицером главного политического управления Войска Польского. Подружился на войне с офицером Советской Армии А. С. Деминовым, который впоследствии погиб при освобождении Польши.
В 1959-1961 годах окончил  исторический факультет Варшавского университета.
Умер 4 июля 1998 года. Похоронен на Военном кладбище в Повонзках.

## Общественная деятельность
После окончания войны вступил в Польскую Объединённую Рабочую Партию (ПОРП).  В 1962–1964 годах — председатель Варшавского воеводского комитета ПОРП. В 1980–85 годах — депутат сейма. В этом качестве активно поддержал введение военного положения и выступал с резкими нападками на «Солидарность», которая, по его утверждениям, якобы подготовила проскрипционные списки «кого и в каком порядке вешать на фонарях», в которые включила 6-летних детей .
На протяжении многих лет входил в главный совет Союза борцов за свободу и демократию, в 1988–1990 годах — член Совета охраны памяти борьбы и мученичества. В 1987 году написал книгу «Память», к которой увековечил имена польских и советских солдат, погибших при освобождении Польши.

## Творчество
Дебютировал как писатель в 1950 году книгой о подвигах поляков в годы Второй мировой войны. В дальнейшем продолжал тему войны в своих произведениях. В начале 1960-х годов в соавторстве с Овидием Горчаковым написал книгу «Вызываем огонь на себя» о мужестве и героизме советских и польских подпольщиков, действовавших в посёлке Сеща. В 1965 году  четырёхсерийный фильм, снятый по этой книге кинорежиссёром Сергеем Колосовым, был показан по телевидению.
В 1964—1970 годах написал повесть «Четыре танкиста и собака», по которому в Польше был снят одноимённый телевизионный сериал из трёх частей и 21 серии. Сам снялся в этом сериале в эпизодической роли фотографа в последней серии фильма.
В 1966 году написал документальную повесть «Студзянки» о танковом сражении между поляками и немцами у местечка Студзянки.